# Марджанішвілі Валентина Василівна
Валенти́на Васи́лівна Марджанішві́лі (Мельниченко) — керівник організації «Грузино-український будинок преси та книги», Грузія.

## З життєпису
Народилася на Київщині, але росла в Дніпропетровській області. Навчалася в Дніпродзержинському індустріальному інституті. 1983 року одружилась і переїхала до Тбілісі. З чоловіком виховали трьох дітей.
Закінчила Грузинський технічний університет, згодом отримала другу — філологічну освіту. Займається громадською діяльністю, зокрема в сфері культури, освіти, видавництва. 1999 року була головою оргкомітету зі створення української школи в Тбілісі української школи ім. М. Грушевського (Тбіліська публічна школа № 41), в якій пропрацювала 13 років. У 2001 році, очолюваний нею Грузино-український будинок преси та книги, почав видавати газету «Український вісник», редактором якої Валентина Марджанішвілі працювала до 2009 року. Керівник Центру розвитку та творчості «ArtBoomGe», який започаткувала разом з партнерами — українками Вірою Таніш та Юлієюю Андгуладзе. Це бізнес-структура, у якій багато творчих і освітніх складових для дітей і дорослих. Вона містить різні студії (художню, театральну, танцювальну). На базі центру діють три громадські українські організації. Досить часто проводяться культурні заходи, зустрічі. Викладає при посольстві України в Грузії курси з вивчення української мови, які організовано для людей, що бажають вивчити її для роботи або для себе. Автор і видавцець першого грузино-українського розмовного словника.

## Нагороди
- Відзнака Президента України — ювілейна медаль «25 років незалежності України» (22 серпня 2016) — за вагомий особистий внесок у зміцнення міжнародного авторитету Української держави, популяризацію її історичної спадщини і сучасних надбань та з нагоди 25-ї річниці незалежності України[1]
- орден За заслуги II ступеня (2009)